# NGC 636
NGC 636 (również PGC 6110) – galaktyka eliptyczna (E3), znajdująca się w gwiazdozbiorze Wieloryba. Odkrył ją William Herschel 10 stycznia 1785 roku.